# Payback (2013)
Payback (2013) foi um evento inaugural Payback em pay-per-view (PPV) de luta profissional produzido pela WWE. O evento aconteceu em 16 de junho de 2013, na Allstate Arena, no subúrbio de Rosemont, Illinois, em Chicago. Substituiu o evento anteriormente conhecido da WWE, No Way Out. O conceito do evento era os lutadores em busca de vingança contra seus oponentes.
Oito lutas foram disputadas no evento, incluindo uma no pré-show. No evento principal, John Cena manteve o Campeonato da WWE contra Ryback em uma luta Three Stages of Hell. Em outras lutas importantes, Alberto Del Rio derrotou Dolph Ziggler para ganhar o Campeonato Mundial dos Pesos Pesados e CM Punk derrotou Chris Jericho.
O evento recebeu 186.000 compras, abaixo do No Way Out pay per view do ano anterior de 194.000.

## Produção

### Introdução
Em 2012, a WWE restabeleceu o pay-per-view (PPV) No Way Out que anteriormente acontecia anualmente de 1999 a 2009. No ano seguinte, no entanto, No Way Out foi cancelado e substituído por um novo evento intitulado Payback. O conceito do evento era os lutadores buscando vingança contra seus oponentes. O evento foi realizado em 16 de junho de 2013, na Allstate Arena, no subúrbio de Rosemont, Illinois, em Chicago.

### Rivalidades
O card consistia em oito lutas, incluindo uma no pré-show, que resultou de histórias roteirizadas, onde os lutadores retratavam heróis, vilões ou personagens menos distinguíveis em eventos roteirizados que criavam tensão e culminavam em uma luta livre ou uma série de lutas. com resultados predeterminados pelos escritores da WWE. As histórias foram produzidas nos programas de televisão semanais da WWE, Raw e SmackDown.

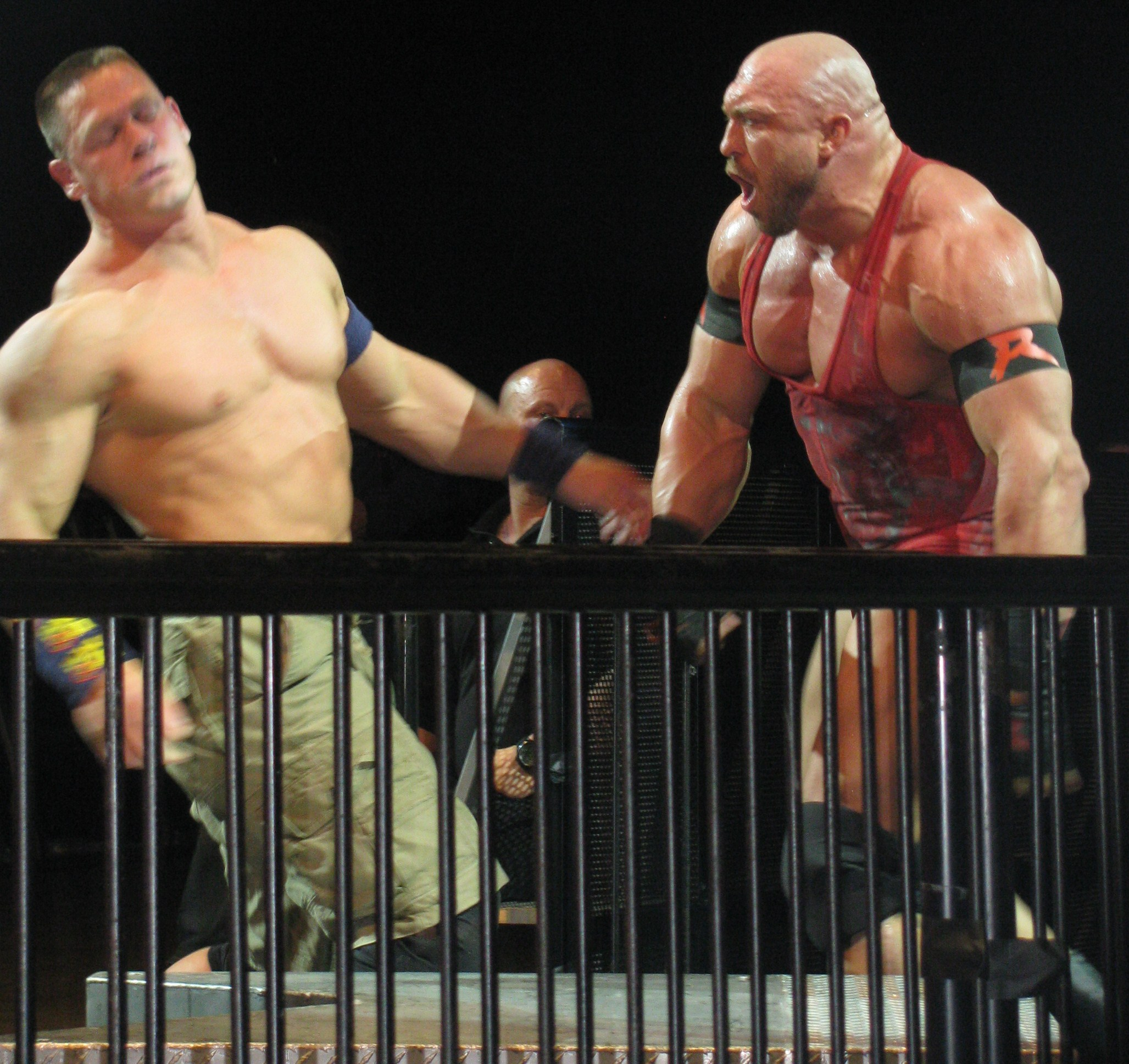
John Cena and Ryback feuded together prior to the event.

Após sua luta Last Man Standing no Extreme Rules em maio, que terminou em no-contest, Ryback dirigiu uma ambulância para a arena no episódio de 20 de maio do Raw, desafiando John Cena em uma luta de ambulância por seu Campeonato da WWE. Uma semana depois, no Raw, Cena respondeu transformando o desafio em Três Estágios do Inferno, com a primeira queda sendo uma luta lumberjack, a segunda queda uma luta de mesa e a luta de ambulância originalmente decidida como a terceira queda. Ryback aceitou a nova estipulação, tornando a partida oficial.
No Raw de 22 de abril, AJ Lee venceu uma batalha real das divas para enfrentar Kaitlyn pelo Campeonato das Divas no Payback. Na semana seguinte no Raw, após um confronto com AJ, Dolph Ziggler e Big E Langston nos bastidores, Kaitlyn começou a receber presentes de um admirador secreto, e um buquê de rosas no episódio de 3 de maio do SmackDown. No episódio do Raw de 10 de junho, foi revelado que o admirador secreto de Kaitlyn era Langston, embora fosse um jogo mental que AJ planejava colocar na cabeça de Kaitlyn antes da luta pelo título das Divas.
No episódio do Raw de 27 de maio, Chris Jericho apresentou o segmento "The Highlight Reel" com Paul Heyman como seu convidado, onde perguntou a este último sobre um de seus clientes, a ausência de CM Punk da WWE desde abril e maio, e muito parecido em sua rivalidade no início do ano anterior, disputada com Heyman sobre quem entre os dois era o "melhor do mundo". Para acabar com esse argumento, Jericho lançou um desafio a Punk no Payback, que Heyman posteriormente aceitou em nome de Punk. Em 3 de junho de 2013, durante um episódio do Raw, o contrato para a luta foi assinado entre Jericho e Heyman, novamente em nome de Punk. No episódio de 7 de junho do SmackDown, Curtis Axel derrotou Jericho depois que Heyman, o empresário de Axel, o distraiu tocando a música tema de Punk. Após a luta, Jericho acertou Axel com sua manobra de finalização, o Codebreaker.
No Raw de 8 de abril, Alberto Del Rio derrotou Jack Swagger e seu empresário, Zeb Colter, em uma partida de handicap dois contra um, e foi submetido a uma derrota pós-jogo da dupla, permitindo a Dolph Ziggler uma chance de ganhar dinheiro - em seu contrato Money in the Bank pelo Campeonato Mundial de Pesos Pesados que foi realizado por Del Rio; após uma luta curta, Ziggler derrotou Del Rio para ganhar o título pela segunda vez. Isso deu início a uma rivalidade triangular entre Ziggler, Del Rio (que queria uma revanche pelo título de acordo com sua cláusula de revanche do campeonato) e Swagger (que afirmava ser o candidato número um ao título), que culminaria em uma luta de escadas de trios. luta pelo Campeonato Mundial de Pesos Pesados no pay-per-view Extreme Rules em 19 de maio. No entanto, indo para o evento, Ziggler sofreu uma concussão legítima em uma luta sem título contra Swagger nas gravações de 7 de maio do SmackDown (exibido em 10 de maio), impedindo-o de competir no Extreme Rules. Em vez disso, Del Rio e Swagger se enfrentaram em uma luta "I Quit" para decidir o candidato número um ao título de Ziggler, que Del Rio venceu. Ziggler voltou no Raw de 10 de junho e anunciou que defenderia seu campeonato contra Del Rio no Payback.
No episódio de 20 de maio do SmackDown, Fandango atacou The Miz durante uma luta pelo Campeonato Intercontinental contra o campeão Wade Barrett. Durante uma luta entre Barrett e Fandango, o universo WWE votou em Miz para ser o árbitro convidado especial da partida. Barrett empurrou Miz, o que fez Miz atacar intencionalmente Barrett para permitir que Fandango o imobilizasse, mas então Miz começou a atacar Fandango. Como Miz ainda tinha sua cláusula de revanche do Raw após a WrestleMania 29, ele a invocou para Payback, estabelecendo assim uma luta de trios entre ele, Barrett e Fandango. No episódio de 7 de junho do SmackDown, Fandango sofreu uma concussão e foi removido da luta. Foi revelado no Raw de 10 de junho por Paul Heyman que Fandango seria substituído por seu cliente, Curtis Axel.
Além disso, no episódio de 7 de junho do SmackDown, Kane teve um desentendimento com Daniel Bryan, levando à aparente separação do Team Hell No. Bryan se juntou a Randy Orton para enfrentar Seth Rollins e Roman Reigns do The Shield, vencendo a partida por desqualificação. depois que Dean Ambrose atacou os dois. Enquanto isso, Kane enfrentou Ryback, vencendo por desqualificação após Ryback colocar Kane em uma mesa, enviando uma mensagem para John Cena. No episódio do Raw de 10 de junho, foi anunciado pela supervisora administrativa do Raw, Vickie Guerrero, que Bryan e Orton enfrentariam Rollins e Reigns pelo Campeonato de Duplas da WWE, e Kane enfrentaria Ambrose pelo Campeonato dos Estados Unidos.

## Resultados
| Nº                                          | Resultados                                                                                       | Estipulações | Tempo |
| ------------------------------------------- | ------------------------------------------------------------------------------------------------ | --- | ----- |
| Pré- show                                   | Sheamus derrotou Damien Sandow                                                                   | Luta individual | 10:25 |
| 1                                           | Curtis Axel (com Paul Heyman) derrotou Wade Barrett (c) e The Miz                                | Luta de trios pelo Campeonato Intercontinental | 10:34 |
| 2                                           | AJ Lee (com Big E Langston) derrotou Kaitlyn (c) por submissão                                   | Luta individual pelo Campeonato das Divas | 9:56  |
| 3                                           | Dean Ambrose (c) derrotou Kane por contagem                                                      | Luta individual pelo Campeonato dos Estados Unidos | 9:34  |
| 4                                           | Alberto Del Rio (com Ricardo Rodriguez) derrotou Dolph Ziggler (c) (com AJ Lee e Big E Langston) | Luta individual pelo Campeonato Mundial dos Pesos-Pesados | 13:49 |
| 5                                           | CM Punk (com Paul Heyman) derrotou Chris Jericho                                                 | Luta individual | 21:21 |
| 6                                           | The Shield (Seth Rollins e Roman Reigns) (c) derrotou Daniel Bryan e Randy Orton                 | Luta de duplas pelo Campeonato de Duplas da WWE | 12:10 |
| 7                                           | John Cena (c) derrotou Ryback por 2-1                                                            | Luta Three Stages of Hell pelo Campeonato da WWE - Ryback derrotou John Cena em uma luta lumberjack (7:30) - John Cena derrotou Ryback em uma luta de mesas (16:05) - John Cena derrotou Ryback em uma luta de ambulância (24:38) | 24:38 |
| (c) – Refere-se aos campeões antes da luta. |                                                                                                  | |       |

Os Lumberjacks foram: Alex Riley, Antonio Cesaro, Big E Langston, Brodus Clay, Cody Rhodes, Curt Hawkins, Curtis Axel, Damien Sandow, Darren Young, Drew McIntyre, Epico, The Great Khali, Heath Slater, Jey Uso, Jimmy Uso, Jinder Mahal, JTG, Justin Gabriel, Kane, Primo, R-Truth, Sheamus, Sin Cara, The Miz, Ted DiBiase, Tensai, Titus O'Neil, Wade Barrett, Yoshi Tatsu e  Zack Ryder.